# 22.ª División de Caballería Voluntaria SS María Teresa
La 22.ª División de Caballería Voluntaria SS (en alemán: 22. SS-Freiwilligen Kavallerie-Division) fue una división de caballería de las Waffen-SS que estuvo activa en el Frente Oriental durante la Segunda Guerra Mundial. La división estaba compuesta principalmente por reclutas del Volksdeutsche dentro del ejército húngaro que fueron transferidos a las Waffen-SS tras un acuerdo entre Alemania y Hungría. La división se conoce comúnmente con el nombre de Maria Theresia en las publicaciones, aunque no se han encontrado documentos que confirmen este nombre.

## Historia

### Formación y entrenamiento
En diciembre de 1943, se ordenó al 17.º Regimiento de Caballería SS de la 8.ª División de Caballería SS Florian Geyer que se convirtiera en la base de una nueva división de caballería de las SS. El 29 de abril de 1944, el SS-Führungshauptamt autorizó que la división se creara sobre la base del 17.º Regimiento de Caballería SS. La unidad fue enviada a Kisbér en Hungría para comenzar a formar la nueva división. Mientras que el personal de la Florian Geyer formaba el núcleo de la división, la mayor parte de las tropas eran reclutas del Volksdeutsche (etnia alemana) húngaros, transferidos a las Waffen-SS tras un acuerdo entre Alemania y Hungría.
La división fue designada como la 22.ª División de Caballería Voluntaria SS Maria Theresia. El nombre hacía referencia a María Teresa, que había gobernado Austria, Hungría y Bohemia en el siglo XVIII. El símbolo de la división, un aciano, aparecía en el escudo de la división. Sin embargo, algunos autores afirman que en los documentos oficiales la división aparecía como la 22.ª División de Caballería Voluntaria SS, y no hay registros que confirmen oficialmente que se llama Maria Theresia.
Durante los meses siguientes, la división continuó su organización y entrenamiento en Kisber, Győr y Budapest, equipada con armas, vehículos y equipo principalmente húngaros. En junio de 1944, el total de hombres llegó a los 4.900. A principios de agosto, el Oberkommando des Heeres (OKH) ordenó a todas las divisiones que se estaban entrenando en Hungría que enviaran unidades a la zona de combate. El 52.º Regimiento de Caballería Voluntaria SS fue enviada al frente en Rumania, mientras que el 17.º Regimiento de Caballería Voluntaria SS permaneció en Hungría para entrenar al resto de la división.

### En Rumanía
El Kampfgruppe Wiedemann consistió en el 52.º Regimiento de Caballería Voluntaria SS con artillería adjunta, Flak y elementos de reconocimiento. El Kampfgruppe fue transportado desde Gyula-Szalonta, en Hungría, hasta Arad, en Rumania, donde se adjuntó al III Cuerpo Panzer del General der Panzertruppe Hermann Breith, estacionado en el área alrededor de Debrecen. Algunos elementos de la división entraron en combate el 30 de septiembre, formando un anillo defensivo alrededor de la ciudad de Arad junto con la 9.ª División de Infantería húngara.
El 2 de octubre, las fuerzas soviéticas del 2.º Frente Ucraniano del mariscal Rodión Malinovsky comenzaron a avanzar hacia Arad. El 6 de octubre, Malinovsky lanzó una gran ofensiva, comenzando así la batalla de Debrecen. Las unidades de la división fueron rápidamente flanqueadas y rodeadas. La segunda línea de las fuerzas soviéticas buscó destruir la bolsa; que el 8 de octubre se partió en dos. Sin embargo, una unidad consiguió escapar, con las tropas nadando a través del río Harmas hacia las líneas alemanas en el otro lado. El 30 de octubre, los 48 supervivientes restantes, después de una caminata de más de 300 km a través del territorio enemigo, se unieron a las fuerzas alemanas en la ciudad de Dunaföldvár, al sur de Budapest.

### OperaciónPanzerfaust- Budapest
A mediados de octubre de 1944, los oficiales proalemanes del Honvédség habían revelado que el regente húngaro, el almirante Miklós Horthy, estaba negociando una rendición secreta a los soviéticos. Hitler envió al SS-Obersturmbannfüher Otto Skorzeny para solucionar el problema. Skorzeny se apoderó de todos los elementos disponibles de la Maria Theresia para participar en la Operación Panzerfaust, que comenzó a las 06:00 del 15 de octubre. En poco más de media hora, una columna alemana liderada por cuatro Tiger II, incluidos varios hombres de la Maria Theresia, asaltó el castillo de Buda y obligó a Horthy a abdicar. Simultáneamente, la Operación Panzerfaust resultó en la detención forzosa del hijo menor de Horthy, Nicholas Horthy, quien era partidario también de la paz con los soviéticos. El líder proalemán Ferenc Szálasi del Partido de la Cruz Flechada reemplazó a Horthy, las negociaciones se interrumpieron y Hungría permaneció en la guerra.
Las unidades listas para la batalla de la división fueron asignadas al IX Cuerpo de Montaña SS, que se desplegó en Budapest. La división llegó a principios de noviembre de 1944 y tomó posiciones defensivas. Allí fue cercada junto con el resto de las tropas del Eje en la capital húngara y destruido. Solo unos 170 hombres salieron del cerco.
Los supervivientes, junto con los que no habían sido enviados a Budapest, se utilizaron para formar la 37.ª División de Caballería Voluntaria SS Lützow, y los restos de las unidades antiaéreas se transfirieron a la 32.ª División de Granaderos SS 30 Januar el 30 de enero.

## Comandantes
- SS-Brigadeführer August Zehender (21 de abril de 1944 - 11 de febrero de 1945)

## Orden de batalla, Budapest (enero de 1945)
- 52.º Regimiento de Caballería SS
- 53.º Regimiento de Caballería SS
- 54.º Regimiento de Caballería SS
- 17.º Regimiento de Caballería SS
- 22.º Regimiento de Artillería SS
- 22.º Batallón Panzer de Reconocimiento SS
- 22.º Batallón Panzer Jäger SS
- 22.º Batallón de Ingenieros SS
- 22.º Batallón Nachrichten SS
- 22.ª División Nachschubtruppen SS
- 22.º Batallón Verwaltungstruppen SS
- 22.º Batallón Sanitäts SS[3]